# Якуб Кісель
Якуб Кісель (пол. Jakub Kisiel, нар. 5 лютого 2003, Вишкув, Польща) — польський футболіст, півзахисник клубу «Легія».

## Клубна кар'єра
Якуб Кісель народився у місті Вишкув. Футбольну кар'єру починав у молодіжній команді столичного клубу «Полонія». У 2020 році він приєднався до складу іншого варшавського клубу «Легія». Сталося це у лютому саме перед варшавським дербі. Через що сам футболіст був нещадно критикований, а на стадіоні «Легії» фанати вивішували образливі банери на адресу футболіста.
Незважаючи на це, Кісель залишився у клубі і за рік, у лютому 2021 року він дебютував у першій команді «армійців» у матчі Екстракласи.

## Збірна
З 2019 року Якуб Кісель регулярно викликається на матчі юнацьких збірних Польщі.

## Досягнення
Легія
 Чемпіон Польщі: 2020/21
 Володар Кубку Польщі: 2022/23